# バクチノキ
バクチノキ（博打の木、学名：Prunus zippeliana）は、バラ科の常緑高木。別名、ビランジュ（毘蘭樹）。

## 概要
樹皮は灰白色で、絶えず古い樹皮が長さ数10cm程度のうろこ状に剥がれ落ち、黄赤色の幹肌を現す。本種の名は、これを博打に負けて衣を剥がれるのにたとえたことに由来する。
葉は10～20cmの長楕円形で深緑色。縁には鋭鋸歯。洋紙状革質。葉柄の上部に一対の腺がある。秋、径6mmの白色の五弁花を葉腋に出る短い花穂に密につける。果実は黒紫色で、翌年初夏に成熟する。
プルナシン等のシアン化水素（青酸）配糖体を含む葉から「ばくち水」と呼ばれる液をとり、鎮咳・沈静の薬として使われることがある。

## 分布
関東以西の本州、四国、九州、沖縄の暖地に生育する。　

## 自生地の例
- 山口県萩市三見吉広には同県の天然記念物に指定されている「三見吉広のバクチノキ」がある。
- 神奈川県小田原市早川飛乱地には国の天然記念物に指定されている早川のビランジュがある。
- 千葉県鴨川市古畑にある群生地は千葉県の天然記念物に指定されている。
- 徳島県小松島市田野町にある恩山寺には、県の天然記念物に指定されているバクチノキの大木がある[2]。
- 福岡県嘉麻市にある「白馬山のバクチノキ」は福岡県の天然記念物に指定されている[3]。

## ギャラリー

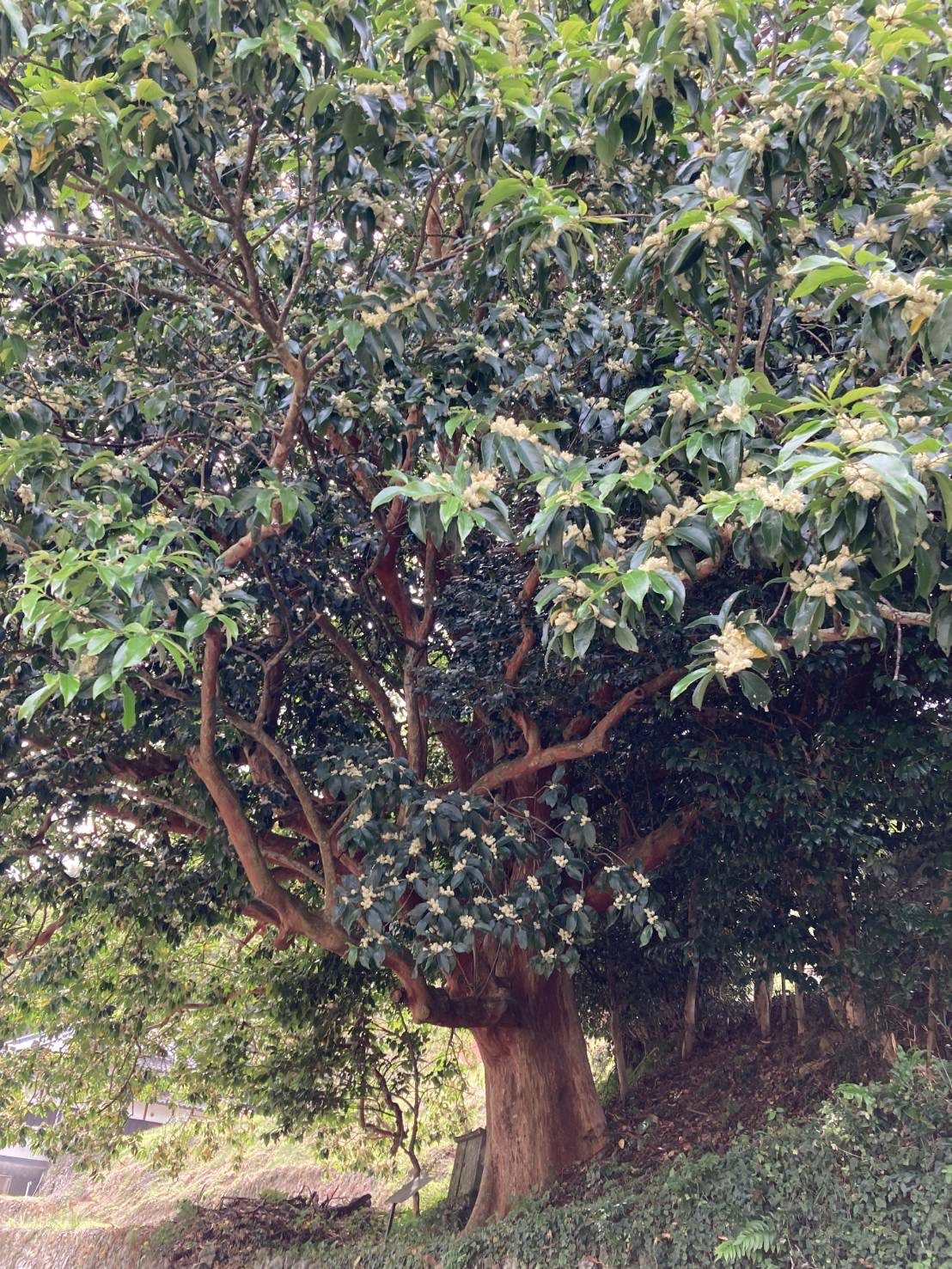
三見吉広のバクチノキ
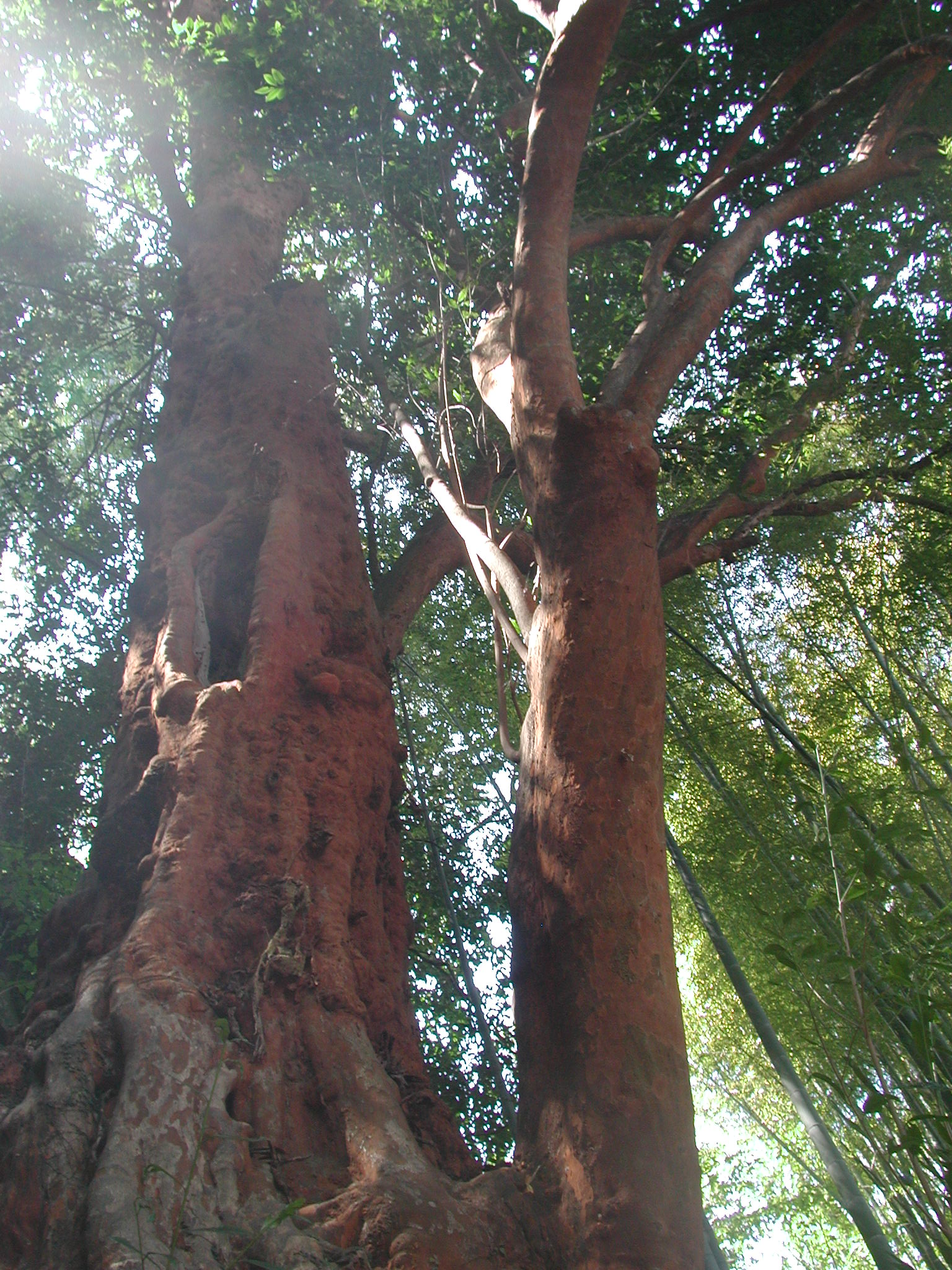
早川のビランジュ
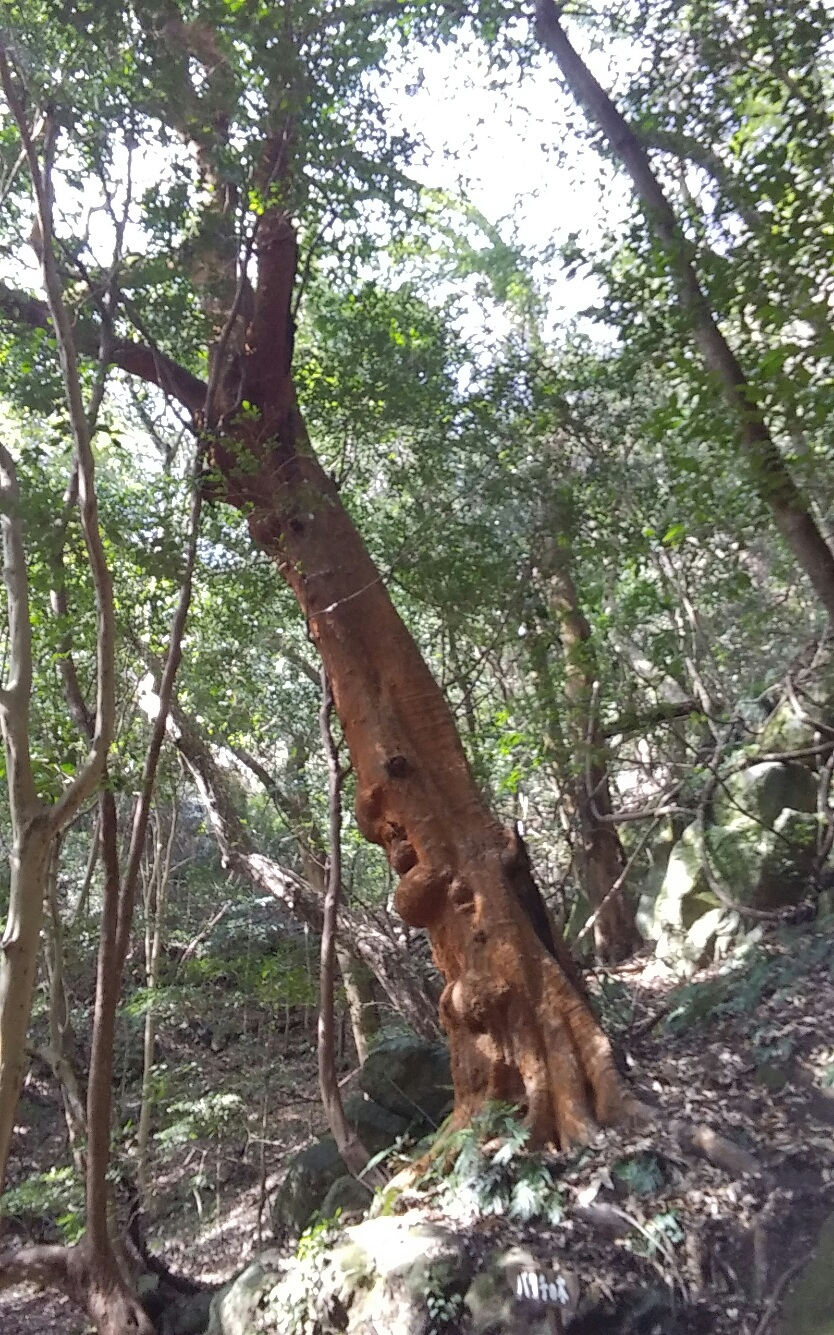
白馬山のバクチノキ
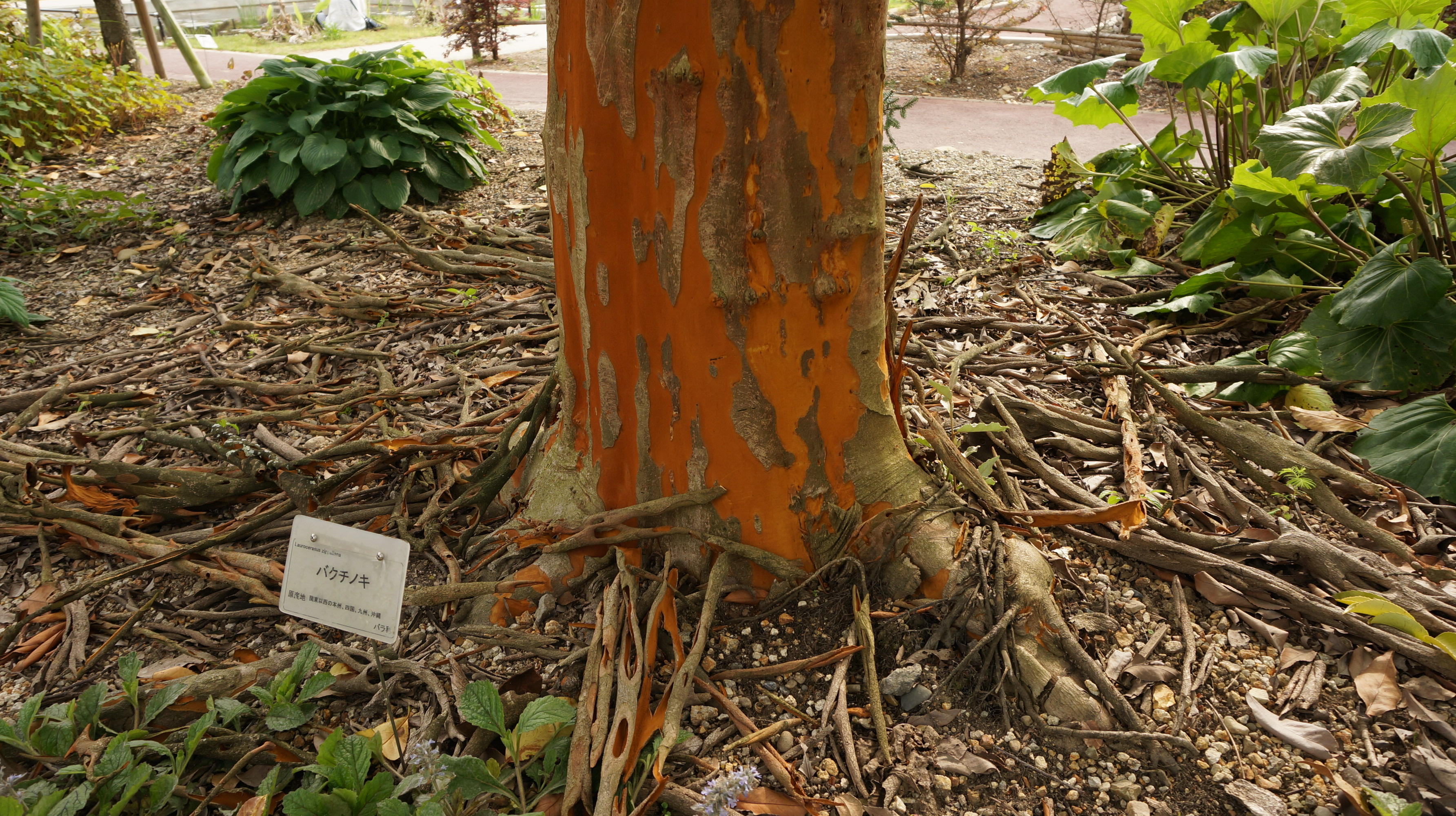
バクチノキの幹と剥がれ落ちた樹皮（京都府立植物園）